# Rafael González Madrid
Rafael González Madrid, més conegut com Machaquito (Còrdova, 2 de gener de 1880-ibídem, 1 de novembre de 1955), va ser un matador de toros espanyol.

## Biografia
Va matar el seu primer jònec a l'edat de 16 d'anys en una capeja al costat de Rafael Molina Martínez "Lagartijo Chico", amb qui posteriorment va formar parella dins de l'anomenada "Quadrilla de Joves Cordovesos". Es va presentar a Madrid el 8 de setembre de 1898, prenent la seva alternativa en la mateixa plaça, el 16 de setembre de 1900 en la plaça de toros de Madrid, de mans d'Emilio Torres «Bombita».

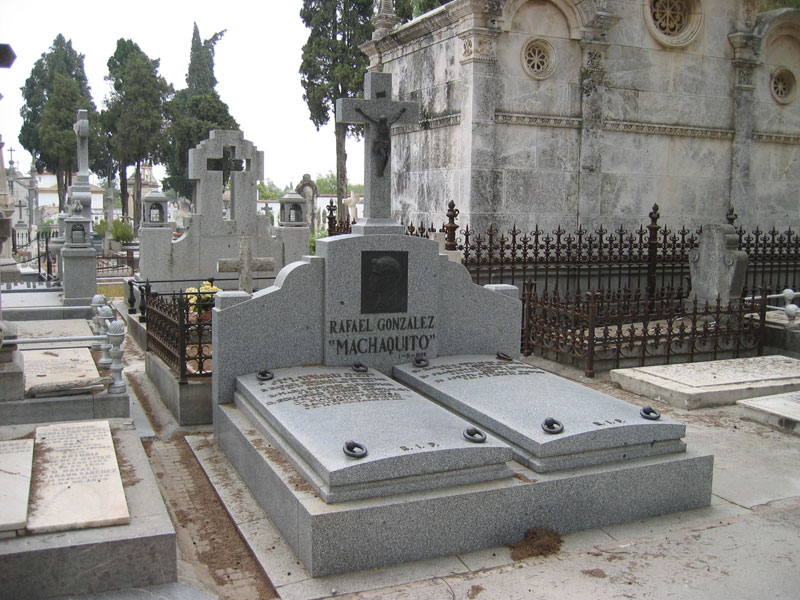
Tomba de Machaquito a Còrdova

Durant la primera dècada del segle xx, Machaquito va competir amb «Bombita», fins que l'aparició de dos nous toreros com Vicente Pastor i sobretot, Rafael Gómez, «El Gallo», va fer que la seva fama decaigués, fins que es va tallar la coleta sense previ avís cinc dies més tard de l'última corrida que va protagonitzar en la plaça de toros de Madrid, el 16 d'octubre de 1913, en la qual va donar l'alternativa a Juan Belmonte.
Al seu últim toro corresponia el número 1856 dels quals, en 754 corrides, hi havia estocat en la seva vida de matador. En el seu historial taurí es compten 17 contratemps, alguns dels quals, com els soferts a Palma el 4 de juliol de 1909 i a Madrid el 26 d'octubre de 1911, van revestir caràcters de gravetat.
Machaquito és un dels cinc Califes del Toreig cordovesos.
Va tenir corregudes a Hispanoamèrica i deu el seu malnom, Machaquito, a la capacitat de matar els toros amb tan gran encert, que per a acabar amb els cent vint-i-sis toros que va matar en una temporada, va emprar tan sols cent trenta-cinc estocades.
Se'l considera com un dels personatges més valents de la tauromàquia. Exemple d'aquest valor va donar el 29 d'agost de 1902, quan torejant a Hinojosa del Duque va poder ocórrer una tragèdia en ensorrar-se part de les esteses de la plaça de toros en l'actuava com a únic espasa. Per la seva actuació en aquella ocasió se li va concedir la Creu de Beneficència, perquè "El destre, jugant-se la vida, va encertar a matar de precisa estocada al toro que es trobava en el rodo, que es deia Perdigó i era de la ramaderia dels germans Lozano, de Priego".
Tenia una finca anomenada el Fogón, que encara es continua dient així i una casa al carrer actual Reis Catòlics.
La seva escultura es pot observar a la plaça de toros de Còrdova.
La seva última corrida va ser el 13 d'octubre de 1913 a Madrid, amb el toro "Bañuelo". La coleta se la va tallar en presència dels seus i amb una grandiosa humilitat, noblesa i gallardia. Va morir l'1 de novembre de 1955, a Còrdova.
Les característiques taurines de Machaquito es poden resumir "Torero curt, nerviós, però de gran voluntat. La seva curta alçada li feia vibrar als públics. Passa a la posteritat per la seva manera de matar tremendament efectiva".